# Pisanianuridae
Pisanianuridae là một họ ốc biển, là động vật thân mềm chân bụng sống ở biển trong nhánh Littorinimorpha.

## Phân loại
- Chi Pisanianura Rovereto, 1899
  - Pisanianura grimaldii Dautzenberg, 1899